# Xestia viridibrunnea
Xestia viridibrunnea là một loài bướm đêm trong họ Noctuidae.